# Robinja
 Ovo je glavno značenje pojma Robinja. Za album Halida Bešlića pogledajte Robinja (album).
Robinja, prva je svjetovna drama na hrvatskome jeziku autora Hanibala Lucića i prva romanca europske književnosti.

## Robinja
Drama nema bogatu razvedenu dramsku radnju: u tri čina, u dvostruko rimovanim dvanaestercima, Robinja oblikuje dramsku priču o Robinji koju u gusarskom zarobljeništvu pronalazi njezin bivši udvarač ban Derenčin. Drama završava sretno: vjenčanjem dvoje mladih. O zbivanjima i događajima u drami više se prepričava i izvješćuje, no što se oni odvijaju pred gledateljem.
Uobličujući aktualnu, realističku temu, s povijesnim licima, radnju koja se odvija u realnom u prostoru u suvremenosti, Robinja je prva svjetovna drama u hrvatskoj književnosti, prva drama koja govori o ozbiljnim problemima onodobne hrvatske stvarnosti. 
Isto tako, Robinja je i prva hrvatska drama koja nastaje na temelju antičke poetičke svijesti o drami, na temelju onih ranonovovjekovnih estetskih koncepcija po kojima se drama treba oblikovati na zasadama antičke dramske tradicije. Dodamo li navedenomu da Lucićeva drama posjeduje i mnogo rodoljubnih i nacionalnih akcenata, onda je razumljivo zašto je Lucićeva Robinja iznimno važna za povijest hrvatske drame i književnosti uopće.

## Sadržaj
Radnja se zbiva u Dubrovniku, kamo je na tržište kao robinja dovedena kći bana Vlaska. Tu je pronalazi hrabri vitez Derenčin, pobjednik u mnogim bojevima s Turcima, Robinjin nekadašnji neuslišani poklonik i udvarač. 
Radnja drame počinje na trgu - kamo je Robinju doveo gusar - razgovorom Derenčina i Robinje. Kako je od njihova posljednjeg susreta prošlo mnogo vremena, Robinja Derenčina više ne prepoznaje. Pričajući Derenčinu - kojega drži strancem - povijest svojega života, Robinja odaje da je i ona voljela Derenčina. Iskupivši je iz ropstva, mladi Derenčin se očituje Robinji, oni se prepoznaju, te se ljubavna priča dvoje razdvojenih zaljubljenika razrješava katarzičnim i sretnim završetkom - njihovim združivanjem i brakom.
Drama završava monologom dubrovačkog vlastelina koji hvali i slavi bana Derenčina i njegove hrabre pretke koji su se istaknuli u borbama protiv Turaka i govorom dubrovačkog kneza koji poziva mladi par da opet pohodi Dubrovnik.

## Vanjske poveznice
- Drama Robinja  Arhivirana inačica izvorne stranice od 31. siječnja 2018. (Wayback Machine), nsk.hr